# Colisão no ar em Nova Iorque em 1960
A colisão no ar em Nova Iorque em 1960 ocorreu em 16 de dezembro do mesmo ano em que um avião Douglas DC-8 (Voo United Airlines 826) com destino ao Aeroporto de Idlewild (mais tarde chamado de Aeroporto Internacional John F. Kennedy) na cidade de Nova Iorque (Estados Unidos) colidiu com um Lockheed L-1049 Super Constellation (Voo Trans World Airlines 266) descendo em direção ao Aeroporto LaGuardia. Um dos aviões caiu em Staten Island, o outro em Park Slope, Brooklyn, matando todas as 128 pessoas nos dois aviões e seis em terra. O acidente também foi conhecido como o acidente aéreo de Park Slope. Em Staten Island, ficou conhecido como o acidente de Miller Field.
Este acidente foi considerado o desastre aéreo mais mortal da história até 1969, quando o voo VIASA 742 transbordou a pista de pouso e matou 155 pessoas.

## Aeronaves

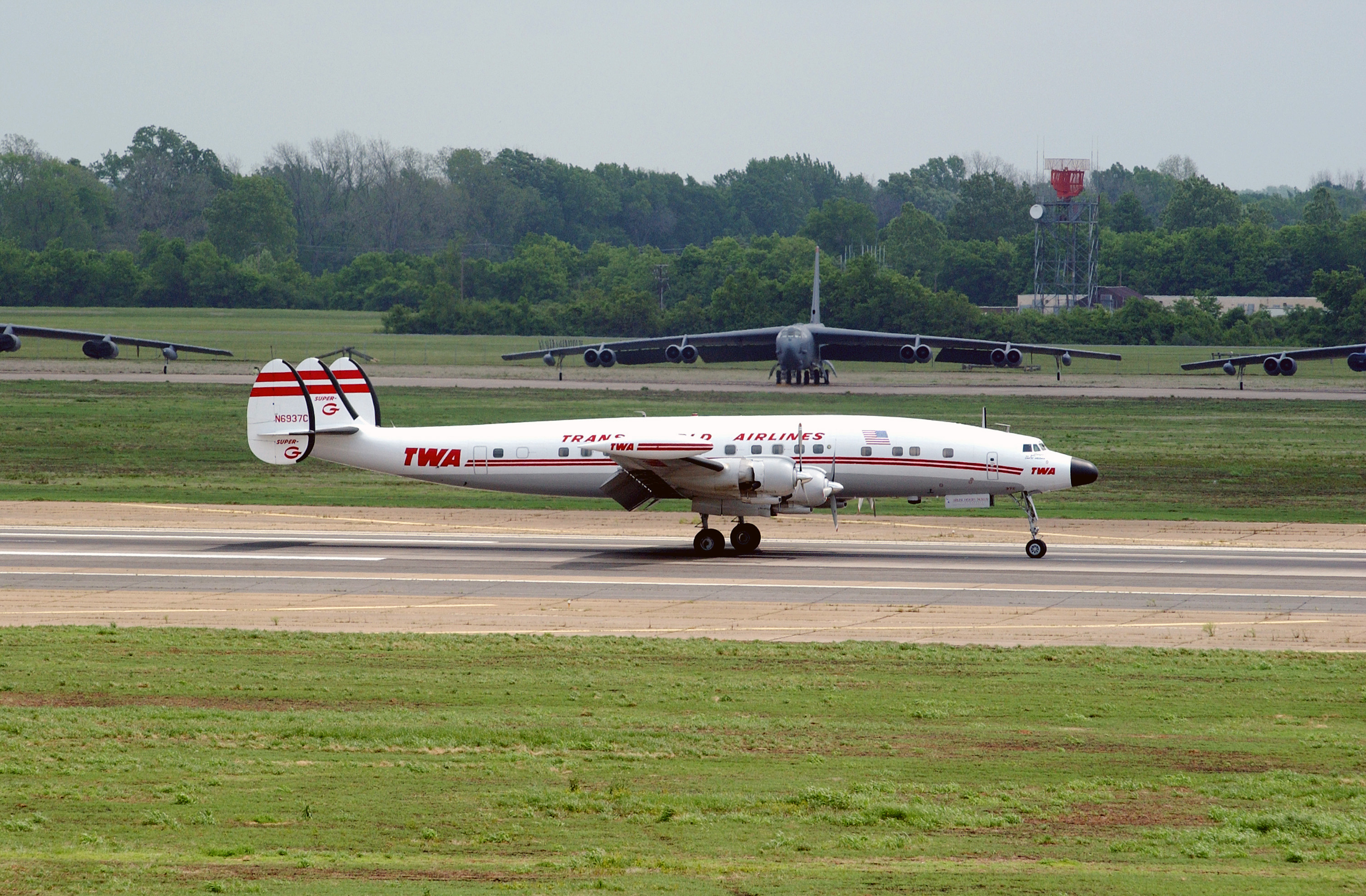
Lockheed L-1049 Super Constellation da TWA semelhante ao envolvido.

### Voo United Airlines 826
O voo United Airlines 826, “Mainliner Will Rogers”, prefixo N8013U, era um Douglas DC-8-11 transportando 84 pessoas no percurso do Aeroporto Internacional O'Hare de Chicago ao Aeroporto de Idlewild. O modelo DC-8 entrou em serviço comercial apenas 15 meses antes, com a United como um de seus clientes de lançamento. No voo 826, a tripulação do voo consistia no capitão Robert Sawyer, primeiro oficial Robert Fieberg, engenheiro de voo Richard Pruitt e comissárias de bordo Annabelle Marie Bothun, Augustine Ferrer, Patricia Keller e Mary Mahoney.

### Voo TWA 266
O voo Trans World Airlines 266, “Star of Sicily”, registro N6907C, era um Lockheed L-1049 Super Constellation transportando 44 pessoas em rota de Dayton e Columbus, Ohio, até o Aeroporto LaGuardia, em Queens. A tripulação do voo 266 incluiu o capitão David Wollam, o primeiro oficial Dean Bowen, o engenheiro de voo LeRoy Rosenthal e as comissárias de bordo Margaret Gernat e Patricia Post.

## Colisão

Rotas de voo das duas aeronaves envolvidas. Em laranja, a rota do voo United Airlines 826 e em amarelo a rota do voo TWA 266.

Às 10h21, o United 826 informou ao rádio ARINC, que transmitia a mensagem para a manutenção da UAL, que um de seus receptores VOR havia parado de funcionar. O controlador de voo (ATC), no entanto, não foi informado dessa deficiência na navegação, tornando muito mais difícil para os pilotos do voo 826 identificarem a interseção de Preston, além da qual não havia recebido autorização adicional.
Às 10h25, horário da costa leste dos Estados Unidos, o controle de tráfego aéreo emitiu uma autorização revisada para que o voo diminuísse seu curso até o ponto de espera de Preston (perto de South Amboy, Nova Jérsei) em 12 milhas (19,3 quilômetros). Essa liberação incluía instruções específicas de espera (um padrão de espera em uma pista de corrida padrão) para o voo UAL 826, quando chegou ao cruzamento de Preston. Esperava-se que o voo 826 diminuísse muito antes de chegar a essa solução de manutenção, a uma velocidade de manutenção padrão de não mais que 210 nós (389 quilômetros por hora). No entanto, o voo foi calculado para ter uma velocidade de 301 nós (557 quilômetros por hora), no momento em que colidiu com o voo TWA, várias milhas além do limite de liberação de Preston.
Durante a investigação do acidente, a United alegou que a equipe do Colts Neck VOR não era confiável (os pilotos testemunharam dos dois lados do assunto). (“Preston” foi o ponto em que a via aérea V123, a radial 050 do Robbinsville VOR, cruzou a radial Solberg de 120 graus e a radial de 346 graus Colts Neck). No entanto, o relatório final do CAB não encontrou esse problema com os Colts Neck VOR.
As condições predominantes foram chuva fraca e nevoeiro (que haviam sido precedidos pela queda de neve). De acordo com informações do FDR do DC-8, a aeronave estava a 12 milhas (19,3 quilômetros) de sua direção e, por 81 segundos, caiu para 3 600 pés por minuto (18 metros por segundo), enquanto diminuía de mais de 400 nós (741 quilômetros por hora) a 301 nós (557 quilômetros por hora). No momento da colisão com o Super Constellation. Um motor direito do DC-8 bateu logo à frente das asas do Super Constellation, quebrando essa parte da fuselagem do Super Constellation. Esse impacto inicial também iniciou o motor a jato a partir de seu pilão.
O Super Constellation mergulhou e os destroços continuaram a cair da aeronave à medida que se desintegrou durante sua espiral no chão. O DC-8, tendo perdido um motor e uma grande parte da asa direita, conseguiu permanecer em voo por mais um minuto e meio.
O avião da TWA caiu no canto noroeste de Miller Field, a 40° 34′ 11,07″ N, 74° 06′ 11,62″ O, com algumas seções da aeronave pousando no porto de Nova Iorque, no lado do Oceano Atlântico. Pelo menos um passageiro caiu em uma árvore antes que os destroços atingissem o chão.
O acidente deixou os destroços da aeronave DC-8 apontando para o sudeste em direção a um grande campo aberto no Prospect Park, a poucos quarteirões do local do acidente. Uma aluna da escola que morava em um dos prédios destruídos disse que sua família sobreviveu porque se encontravam no único quarto em seu apartamento que não foi destruído. O acidente deixou uma vala que cobre a maior parte do comprimento do centro de Sterling Place. Os ocupantes da escola pensaram que uma bomba explodiu ou que a caldeira do prédio explodiu.
Não houve contato de rádio com os controladores de tráfego em nenhum dos aviões após a colisão, embora LaGuardia tivesse começado a rastrear uma aeronave não identificada e em movimento rápido de Preston até o marcador externo “Flatbush” de LaGuardia.
O DC-8 colidiu com a seção Park Slope do Brooklyn, no cruzamento da Seventh Avenue e Sterling Place (40° 40′ 38″ N, 73° 58′ 25″ O), espalhando detritos e ateando fogo em dez prédios de pedra avermelhada, a Igreja Pilar de Fogo, a Funerária McCaddin, uma lavanderia chinesa e uma lanchonete. Seis pessoas em terra morreram.

## Resultado da investigação
A causa provável do acidente foi:
...O voo United 826 avançou além do limite de espaço livre e dos limites do espaço aéreo atribuído ao voo pelo Controle de Tráfego Aéreo. Um fator que contribuiu foi a alta velocidade do United DC-8 ao aproximar-se do cruzamento de Preston, juntamente com a mudança no espaço que reduziu a distância em rota ao longo do Victor 123 em aproximadamente 11 milhas (17,7 quilômetros)